# August von Roggenbach
 Franz Xaver August Freiherr von Roggenbach (* 20. Februar 1798 in Schopfheim; † 7. April 1854 in Karlsruhe) baute als Kriegsminister des Großherzogtums Baden (1849–1854) die Badische Armee nach dem Militäraufstand des Jahres 1849 neu auf.

## Leben
August von Roggenbach war der jüngste Sohn des großherzoglich badischen Kreisdirektors Adam Xaver von Roggenbach (1750–1830) aus dem alten Ministerialengeschlecht der Roggenbach und der Anna Maria Henrica, geborene Freiin Reuttner von Weyl (1758–1829).
1825 heiratete er Maria Antonia Freiin von Andlaw-Birseck (1801–1866) eine Tochter des badischen Staatsministers Conrad Karl Friedrich von Andlau-Birseck. Die Ehe blieb kinderlos.
Bereits am 23. März 1803 wurde er in den Malteserorden aufgenommen. Mit der Eingliederung des Malteser Fürstentums Heitersheim in das Großherzogtum Baden (1806) wurde dieser Lebensplan jedoch verbaut. 1811 bis 1814 war er in der großherzoglichen Pagerie in Karlsruhe.

### Militärlaufbahn
1814 wurde er Leutnant im Dragoner-Regiment „von Freystedt“ der Badischen Armee und nahm 1814/15 an den Belagerungen von Kehl und Straßburg teil. Er besuchte die Kriegsschule und wurde anschließend als Regimentsadjutant, ab 1831 als Brigadeadjutant, eingesetzt. 1842 war Roggenbach dann Major – ab 1843 im Generalstab – und 1847 Oberstleutnant. Sein Tätigkeitsgebiet war vornehmlich in der Militärverwaltung. Bei der Aufstellung des VIII. Armee-Korps des deutschen Bundes wurde Roggenbach Adjutant des Korpskommandanten, Prinz Friedrich von Württemberg. Während des badischen Militäraufstandes begleitete Roggenbach am 13. Mai 1849 den Großherzog Leopold bei seiner Flucht aus der Residenzstadt Karlsruhe.

### Die politische Laufbahn
1848 wurde Roggenbach vom Großherzog zum Mitglied der ersten Kammer der badischen Ständeversammlung ernannt. Am 16. Juni 1849 wurde Roggenbach zum Oberst befördert und zum badischen Kriegsminister ernannt. Er organisierte den Wiederaufbau der badischen Armee, die nach der Meuterei von 1849 aufgelöst worden war. Roggenbach war nach dem niedergeschlagenen Militäraufstand als höchster Richter in Militärangelegenheiten auch die letzte Instanz die über die Vollstreckung der Todesurteile gegen die Aufständischen zu entscheiden hatte. Roggenbach war auch der Hauptautor der 1850 erlassenen Dienstordnung für Strafkompanien.
Hierbei legte er Wert darauf die Reorganisation ohne Beizug preußischer Offiziere zu bewerkstelligen um den einheimischen Offizieren nicht auf Jahre Karrierechancen zu verbauen. Ende 1850 bestand wieder ein badisches Armeekorps das zunächst in Garnisonen Preußens untergebracht war. Im Zusammenhang mit Kriegszustand der wegen des kurhessischen Verfassungskonflikts (1850) ausgerufen wurde, wurden die badischen Truppen wieder in das Großherzogtum verlegt.
1852 wurde der Minister zum Generalmajor und 1853 zum Generalleutnant befördert. Nachdem im Herbst 1853 das neu aufgestellte badische Armeekorps von den Bundesgeneralen erfolgreich inspiziert worden war, erkrankte Roggenbach und verstarb schon wenige Monate später im April 1854 an einem langjährigen Rückenmarksleiden.
Seine Witwe wurde 1856 Oberhofmeisterin der Großherzogin Luise.